# Abida occidentalis
Abida occidentalis (dt.: Westliche Roggenkornschnecke) ist eine Art der Kornschnecken (Chondrinidae) aus der Unterordnung der Landlungenschnecken (Stylommatophora).

## Merkmale
Das schlanke bis sehr schlank spindelförmige Gehäuse ist 6 bis 8 mm hoch und 2,1 bis 2,3 mm breit. Die 8 bis 9¾ Windungen sind mäßig bis stark gewölbt. Sie nehmen zunächst rasch zu, später langsamer; die letzte Windung ist oft sogar etwas schmaler als die vorletzte Windung. Das Gehäuse ist braun gefärbt, und die Oberfläche weist eine ziemlich regelmäßige feine Berippung auf. Die Mündung ist rundlich und hat einen vergleichsweise kleinen Durchmesser. Am Mündungsrand ist innen eine starke massig verdickte weiße Lippe ausgebildet. Am Parietalrand ist der Mündungsrand geschlossen und etwa 0,4 mm vorgezogen. Die Mündungsbewehrung besteht aus einer kräftigen Parietalis und einer Angularis, die mit einer manchmal vorhandenen Spiralfalte (Spiralis) verwachsen sein kann; eine subangulare Falte ist nicht entwickelt. Die Spindellamelle (Columellaris) ist kräftiger ausgebildet als die untere Spindellamelle (Infracolumellaris). Die obere Gaumenfalte (Palatalis superior), die untere Gaumenfalte (Palatalis inferior) und die Infrapalatalis sind nicht oder nur wenig deutlich als Doppelhöcker entwickelt und erreichen vorne den Mündungsrand. Sie reichen meist nicht sehr tief in die Mündung hinein; das hintere Ende ist gewöhnlich von außen noch zu sehen. Gelegentlich ist noch eine Suprapalatalis entwickelt. Oft ist auch ein schwacher Nackenwulst vorhanden. Der Nabel ist relativ weit und senkrecht von unten auch teilweise zu sehen. Die letzte Windung verengt sich etwas und ist schief abgeflacht. Die Basis der letzten Windung ist etwas gekielt. Im Bereich der Infrapalatalis ist die letzte Windung etwas eingedrückt und es hat sich eine kurze Längsfurche gebildet.
Im männlichen Teil des Genitalapparates bildet Penis und Epiphallus eine Schleife. Beide sind etwa gleich lang und auch etwa gleich dick. Der Samenleiter bzw. der Epiphallus sind basal in das Gewebe des Penis integriert; dies bedingt die geschlossene Schleife von Penis und Epiphallus. Der Penisretraktor inseriert am ersten Viertel der Schleife, d. h. am unteren Viertel des Penis und am oberen Viertel des Epiphallus. Der Samenleiter liegt dem freien Eileiter und der Vagina dicht an. Die Vagina ist etwas kürzer als Penis und Epiphallus, aber etwas länger als der freie Eileiter (Ovidukt). Der Stiel der Samenblase (Spermathek) ist an der Verzweigung freier Ovidukt/Stiel etwa doppelt so breit wie der Eileiter. Der Durchmesser nimmt zur nur unwesentlich breiteren Blase hin zunächst ab. Der Stiel ist nicht in das Gewebe der Prostatadrüse eingebettet; die Blase liegt auf Höhe von Eisamenleiter und Prostatadrüse. Die Radula zeigt in einer Halbquerreihe neben dem Zentralzahn 15 bis 16 Seitenzähne.

### Ähnliche Arten
Durch die rundliche Mündung mit den zusammenhängenden, etwas vorgezogenen Mündungsrändern am Parietalrand und den weit nach vorne reichenden, aber nicht als Doppelhöcker ausgebildeten Palatallamellen, deren Ende von außen sichtbar sind, ist Abida occidentalis mit keiner anderen Abida-Art zu verwechseln.

## Geographische Verbreitung und Lebensraum
Die Art ist überwiegend auf den nördlichen Teil der Pyrenäen beschränkt, wobei sie aber seit 1980 nicht mehr lebend gefunden wurde. Südlich des Pyrenäenhauptkammes wurde bisher nur ein einziges Vorkommen in der Provinz Lleida (Katalonien) vermeldet. Sie lebt auf kalkigen Felsen und Kalkgeröll zwischen etwa 350 m und 1400 m über Meereshöhe.

## Taxonomie
Das Taxon wurde 1888 von Paul Fagot als Pupa occidentalis erstmals beschrieben. Henry Augustus Pilsbry ordnete sie der Gattung Abida zu. Es sind keine Synonyme bekannt.

## Gefährdung
Nach der Einschätzung der International Union for Conservation of Nature and Natural Resources (IUCN) ist die Art nicht gefährdet.

## Belege

### Online
- AnimalBase - Abida occidentalis (Fagot, 1888)